# Conservatoire de musique de Rimouski
Le conservatoire de musique de Rimouski a été fondé en 1973. C'est la dernière école du réseau du Conservatoire de musique et d'art dramatique du Québec à avoir vu le jour. L'organisme a pour mission d'assurer l'enseignement de la musique dans la région de l'est du Québec.

## Mission
Le conservatoire de musique de Rimouski fait partie du réseau du « Conservatoire de musique et d'art dramatique du Québec » composé de sept écoles d'enseignement de la musique sur le territoire québécois. Le réseau relève du ministère de la Culture et des Communications et vise à former des musiciens professionnels en permettant aux étudiants d'avoir accès à des professeurs de musique chevronnés. Le conservatoire de Rimouski accueille majoritairement une clientèle étudiante provenant de l'est du Québec.

## Histoire
Le conservatoire de musique de Rimouski, fondé en 1973, est la dernière école du réseau des conservatoires du Québec à être créée. L'organisme installe alors ses bureaux et salles de classe dans l'édifice du Centre culturel de Rimouski situé à l'arrière de la salle Desjardins-Telus construite en 2005. L'édifice loge aussi sept autres organismes culturels de Rimouski. 

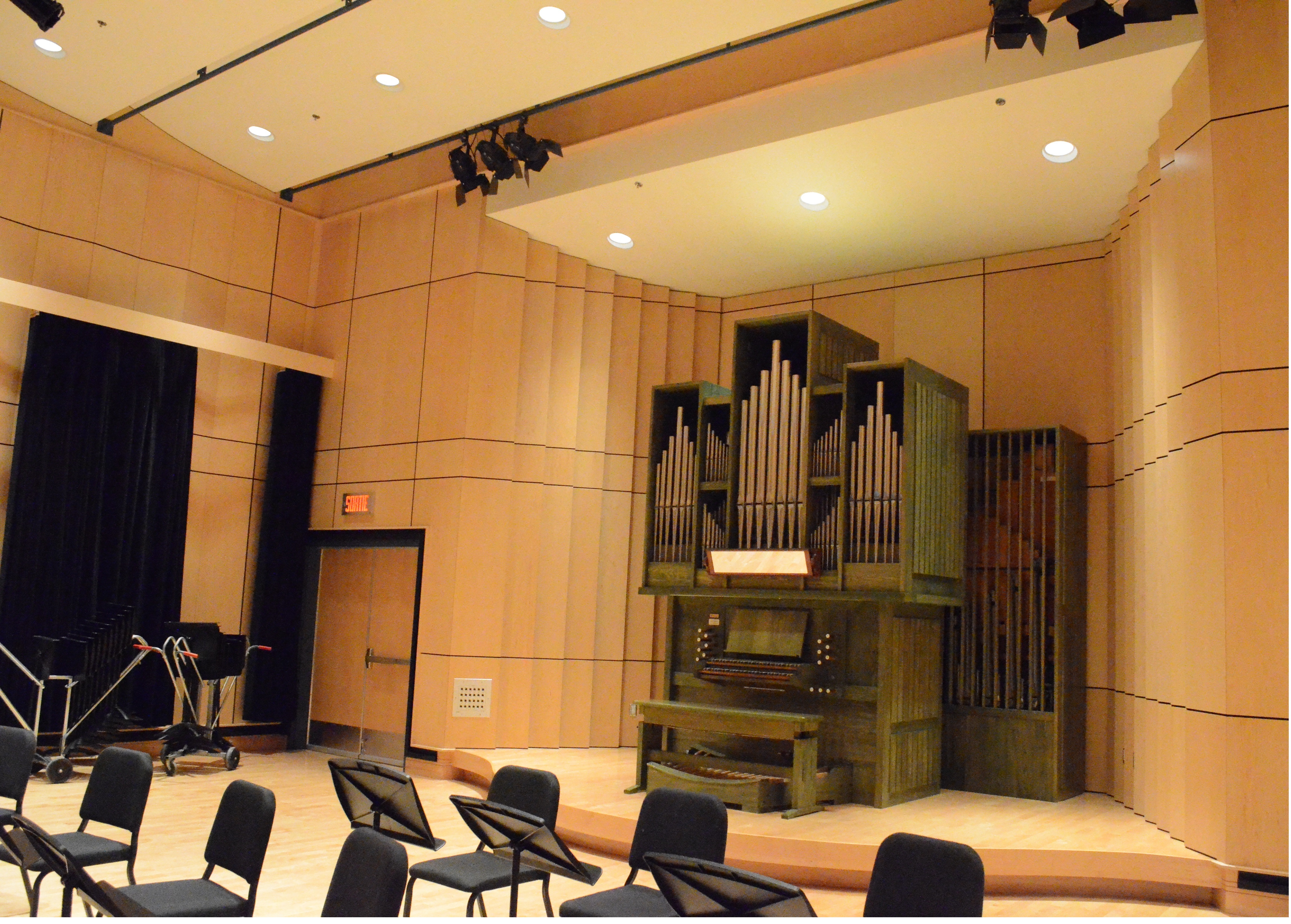
L'orgue de la salle de cours

L'un des premiers professeurs titulaires du conservatoire, Pierre Montgrain, y met sur pied l'Orchestre symphonique du Conservatoire de musique de Rimouski qui a existé de 1983 à 1987. Par la suite Montgrain assume la direction musicale de l'orchestre à cordes de l'institution qui est en activité de 1987 à 1994. Ces premiers orchestres de musique classique de la région rimouskoise mène à la création de l'Orchestre symphonique de l'Estuaire en 1993 et à la première saison de cet orchestre en 1994 sous la direction de Montgrain.
En 2005, le conservatoire est temporairement relocalisé dans plusieurs locaux de la ville pendant les travaux de rénovations du Centre culturel dont le coût est estimé à 5,1 millions de dollars. Le conservatoire prévoit réintégré des locaux modernisés au Centre culturel en septembre 2006, mais ce n'est finalement qu'au printemps 2007 qu'il réintègre ses locaux, un retard causé par un incendie survenu lors des rénovations du Centre culturel.
Directeurs du conservatoire de musique de Rimouski:
- 1973-1978: Gilles Gauthier
- 1979-1985: Stella Plante
- 1985-1888: Geneviève Paradis
- 1988-1991: Pierre Normandin
- 1991-1995: Gilles Simard
- 1995-2001: Josée Blackburn
- 2001-2018: Benoît Plourde
- depuis 2018: Annie Vanasse

## Partenariat en musique
Le conservatoire est présent auprès des organismes du monde de la musique au Bas-Saint-Laurent et permet aux musiciens de certains ensemble tel que l’Orchestre des jeunes du Québec maritime ou de l’Ensemble Antoine-Perreault de parfaire leur formation musicale. L'école soutient aussi les Amis de l’Orgue de Rimouski er l’Académie d’orgue et de clavecin de Rimouski.

## Musiciens formés au conservatoire
Le Conservatoire de Rimouski a formé plusieurs musiciens reconnus tant sur la scène locale qu'internationale. Parmi ces musiciens, notons Mathieu Gaudet, David Jalbert et Stéphane Lemelin au piano ainsi que Marie-Thaïs Lévesque au violoncelle et Nadia Labrie (7 albums sous étiquette Analekta) et Annie Laflamme à la flûte.     
D'autres musiciens ont reçu leur formation au Conservatoire de Rimouski dont Sébastien Thériault (guitariste pour le Cirque du Soleil), Annie Labrie et Nadia Labrie du duo Similia (gagnant d'un Félix à l'ADISQ et 4 albums sous étiquette Analekta)), Zoé et Alexis Dumais du groupe worldbeat Sagapool ainsi que plusieurs musiciens du Quatuor St-Germain et de l'Orchestre symphonique de l'Estuaire.